# هيلين بيلارغيون
هيلين بيلارغيون هي مغنية كندية، ولدت في 28 أغسطس 1916 في شوديير أبالاش في كندا، وتوفيت في 25 سبتمبر 1997 في مونتريال في كندا.